# Beverwijk

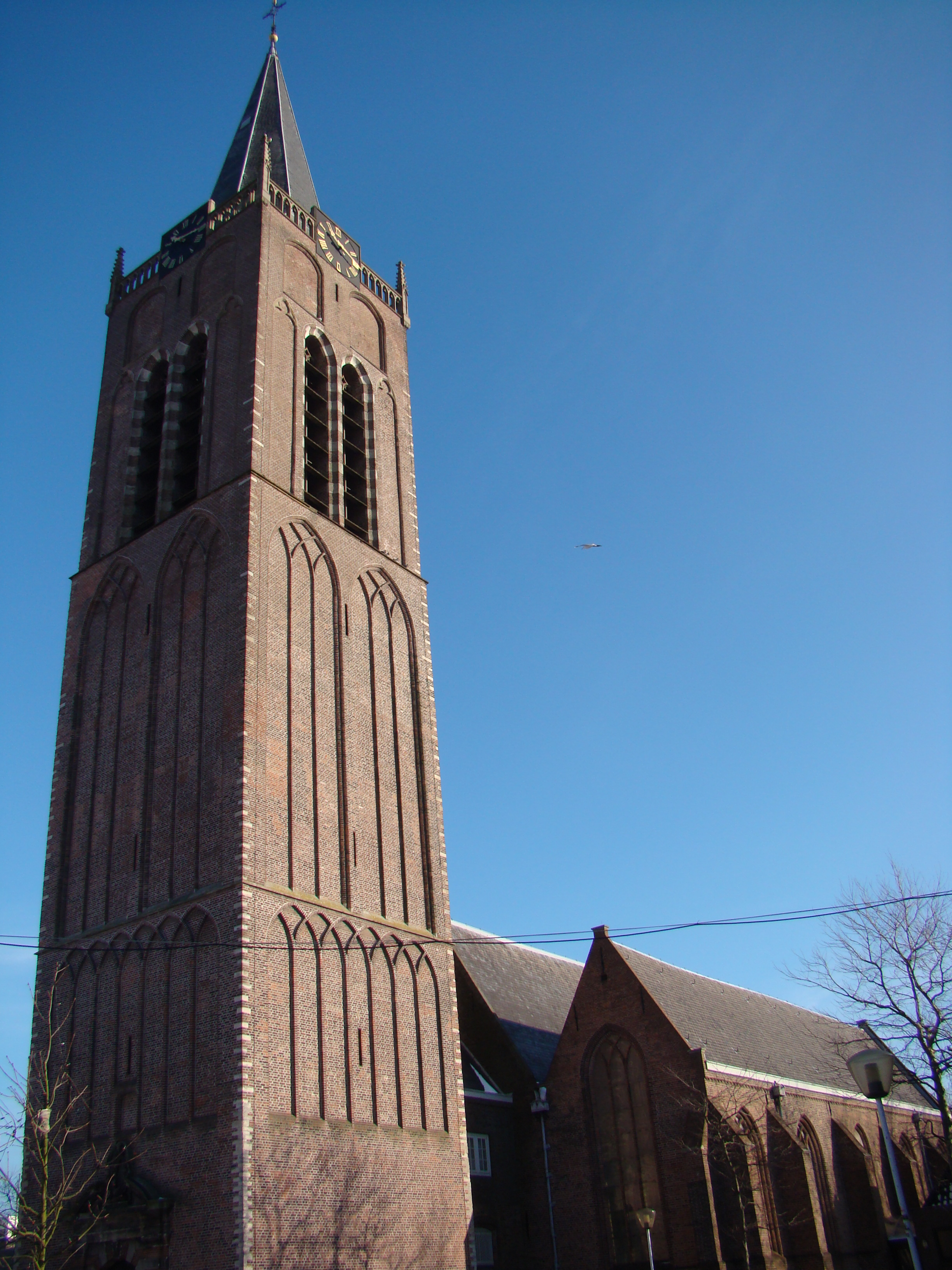
Wijkertoren i Beverwijk.

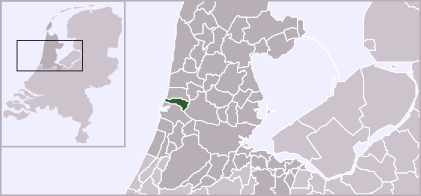
Beverwijks läge

Beverwijk, kommun i nordvästra Nederländerna i provinsen Noord-Holland. Kommunen har en area på 20,35 km² (vilket 1,81 km² utgörs av vatten) och en folkmängd på 36 995 invånare (2004).
I kommunen finns skulpturparken Een Zee van Staal, öppnad 1999.